# اقلیت‌های مذهبی در ایران
قانون اساسی نظام جمهوری اسلامی ایران از اقلیت‌های دینی و نیز مذهبیِ به رسمیت شناخته شده، این‌گونه یاد می‌کند:
1. ایرانیان زرتشتی، یهودی، صابئی، مسیحی، اعم ازآشوریان ایران و ارمنی‌های ایران تنها اقلیت‌های دینی شناخته می‌شوند که در حدود قانون در انجام مراسم دینی خود آزادند و در احوال شخصیه و تعلیمات دینی بر طبق آیین خود عمل می‌کنند[۱]
2. اقلیت‌های مذهبی؛ اعم از اهل سنت، یعنی حنفی، شافعی، مالکی، حنبلی و نیز، شیعه زیدی، دارای احترام کامل می‌باشند و پیروان این مذاهب در انجام مراسم مذهبی، طبق فقه خودشان آزادند و در تعلیم و تربیت دینی و احوال شخصیه (ازدواج، طلاق، ارث و وصیت) و دعاوی مربوط به آن در دادگاه‌ها رسمیت دارند و در هر منطقه‌ای که پیروان هر یک از این مذاهب اکثریت داشته باشند، مقررات محلی در حدود اختیارات شوراها بر طبق آن مذهب خواهد بود، با حفظ حقوق پیروان سایر مذاهب.[۲]

## آمار اقلیت‌های عقیدتی دینی
بر پایه برخی از آمارها (تا سال ۱۳۸۵ خورشیدی)، تعداد زرتشتیان ایران، نزدیک به ۲۰ هزار تن، مسیحیان، نزدیک به ۱۱۰ هزار تن، یهودیان، نزدیک به ۱۰ هزار تن و بهائیان، بین ۴۰ هزار تا ۳۰۰ هزار تن است.
همچنین بر اساس برخی از آمارها، نزدیک به ۵۰ درصد از جمعیت ایران در نظام جمهوری اسلامی ایران، دین‌ناباور (اعم از: خداناباور، انسانیت‌گرا، ندانم‌گرا، معنویت‌گرا و عرفان‌گرای دین‌ناباور…) شده‌اند. نیویورک‌مگ درباره‌ی این نظرسنجی می‌نویسد برخی محافل رسانه‌ای و آکادمیک این نظرسنجی و روش آن را فاقد دقت و اعتبار لازم دانسته‌اند.
دین در ایران (گزارش گمان؛ سال ۲۰۲۰)

## فهرست نام‌های دین‌های به رسمیت شناخته شده در جمهوری اسلامی
1. اسلام(تشیع و تسنن)
2. مسیحیت
3. یهودیت
4. زرتشتی(مزدیسنا)
5. مندایی (صابئی)[۸]

## فهرست نام‌های مکتب‌های بی‌دینی، دین‌ها و فرقه‌های به رسمیت شناخته نشده
1. خداناباوری
2. ندانم‌گرایی
3. دین‌ناباوری[۴]
4. بهائیت
5. ایزدی[۹]
6. یارسان[۱۰]
7. بابیت
8. رائلیان
9. آیین بودایی[۱۱]
10. هندوئیسم (سانتانا)
11. آیین سیک[۱۲]
12. یوگا
13. اکنکار
14. اشو
15. ساتیا سای بابا
16. کارلوس کاستاندا
17. پائولو کوئلیو
18. دالایی لاما
19. پیمان فتاحی
20. محمدعلی طاهری
21. شیطان‌پرستان.

- مذهب‌های اسلامی:

1. علی‌اللهی
2. شیخیه
3. اسماعیلیه

- صوفیه

1. ذهبیه
2. اویسیه
3. نوربخشیه
4. نعمت‌اللهیه
5. خاکساریه
6. ملامتیه
7. قادریه
8. نقشبندیه
9. چشتیه